# Сёке, Адриан
Адриан Сёке (венг. Szőke Adrian; род. 1 июля 1998, Сента, Сербия) — венгерский футболист, нападающий клуба «Диошдьёр», выступающий на правах аренды за клуб ТСЦ.

## Клубная карьера
Сёке — воспитанник немецкого клуба «Кёльн». В 2017 году для получения игровой практики он начал выступать за дублирующий состав. Летом 2019 года Сёке подписал контракт с нидерландским «Хераклесом». 4 августа в матче против «Херенвена» он дебютировал в Эредивизи. 23 декабря 2020 года в поединке против «Гронингена» Адриан забил свой первый гол за «Хераклес».

## Международная карьера
В 2021 году Кишш в составе молодёжной сборной Венгрии принял участие в молодёжном чемпионате Европы в Венгрии и Словении. На турнире он сыграл в матчах против команд Германии и Румынии.